# Pleiße
Pleiße er en flod i de tyske delstater Sachsen og Thüringen i Tyskland og en af bifloderne til Weiße Elster fra venstre med en længde på 90 km. Den har sit udspring sydvest for Zwickau ved Ebersbrunn, og løber gennem Werdau, Crimmitschau, Altenburg og andre byer i Sachsen og Thüringen, før før den munder ud i Weiße Elster i Leipzig.
Det naturlige flodleje havde en længde på 115 km, men syd for Leipzig er den rettet op, og dette har kortet den  ned til 90 km. 
50°38′51″N 12°25′31″Ø / 50.6475°N 12.4253°Ø